# Hocabá
Hocabá, es una localidad del estado de Yucatán, México, cabecera del municipio homónimo ubicada aproximadamente 55 kilómetros al este-sureste de la ciudad de Mérida, capital del estado y 35 km al suroeste de la ciudad de Izamal.

## Toponimia
El toponímico Hocabá significa en idioma maya arrancar ciruela, por derivarse de las voces mayas Hoc, arrancar, y Aba o Abal, ciruela (Spondias purpurea).

## Datos históricos
Hocabá está enclavado en el territorio que fue la jurisdicción de Hocabá-Homún antes de la conquista de Yucatán.
Sobre su fundación no se tienen datos exactos. Durante la colonia estuvo bajo el régimen de las Encomiendas entre las cuales la de Gaspar Pacheco, en 1549, y años después la de Pedro Álvarez.
En 1825, después de la independencia de Yucatán, Hocabá pasó a formar parte del Partido de la Costa, teniendo como cabecera a la ciudad de Izamal.

## Sitios de interés
En Hocabá se encuentran dos templos, uno en honor de san Francisco,
construido en el siglo XVI, y el otro en honor de san Cristóbal, construido en
el siglo XVII. 
Cerca de la localidad hay una exhacienda llamada Buenavista.

## Galería

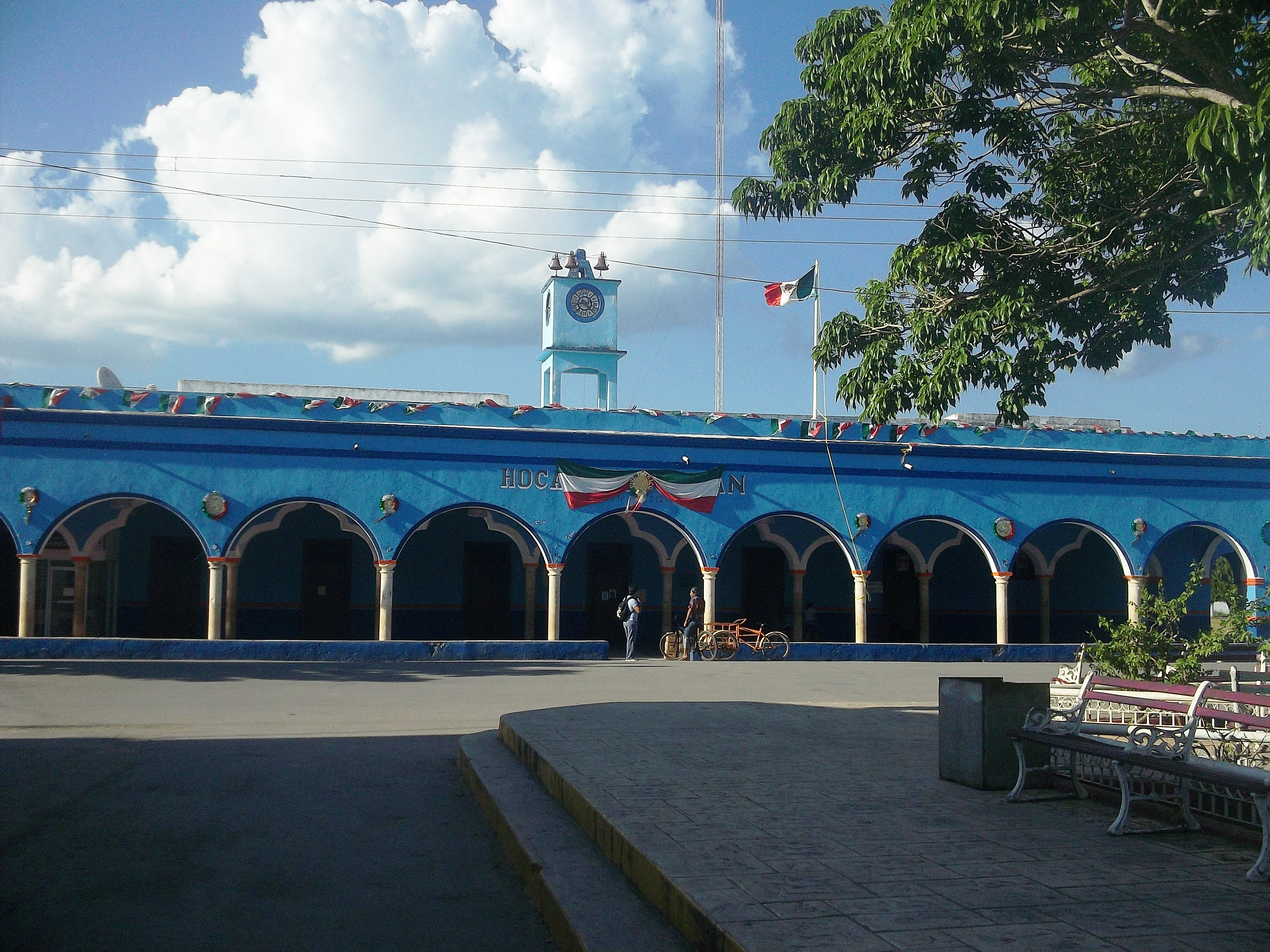
Palacio municipal de Hocabá.
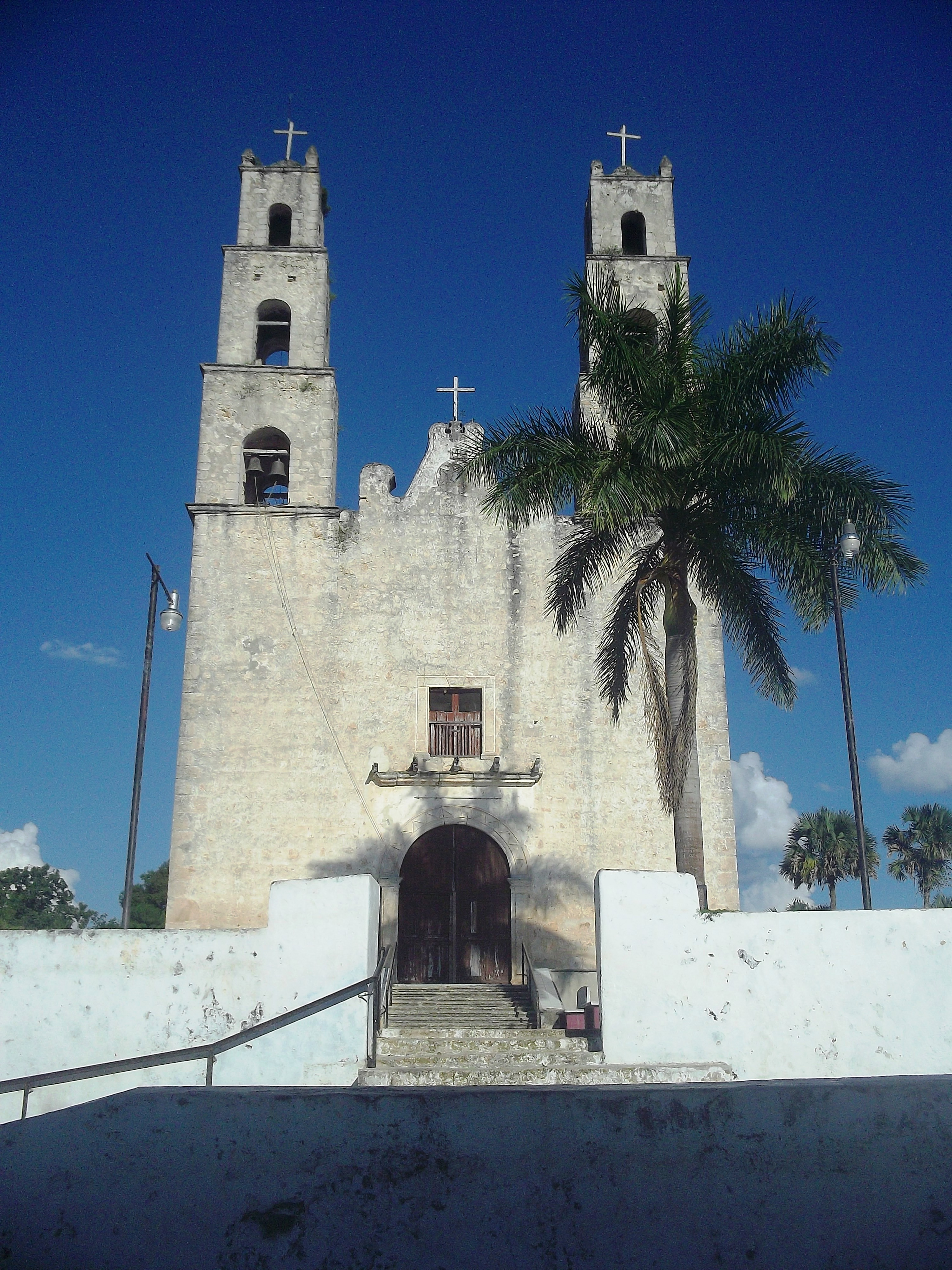
Iglesia principal de Hocabá.
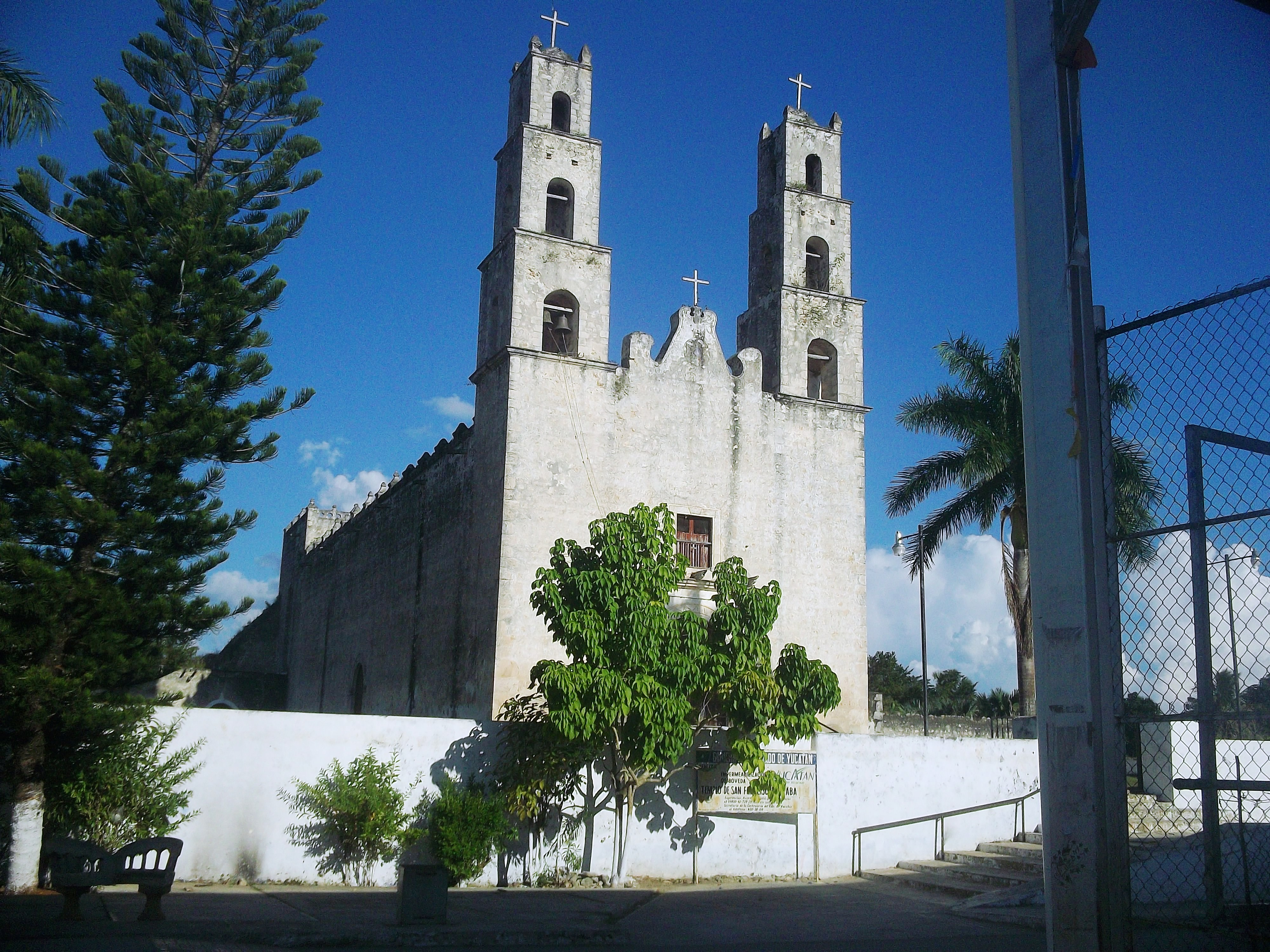
Iglesia principal de Hocabá.